# Bergasten

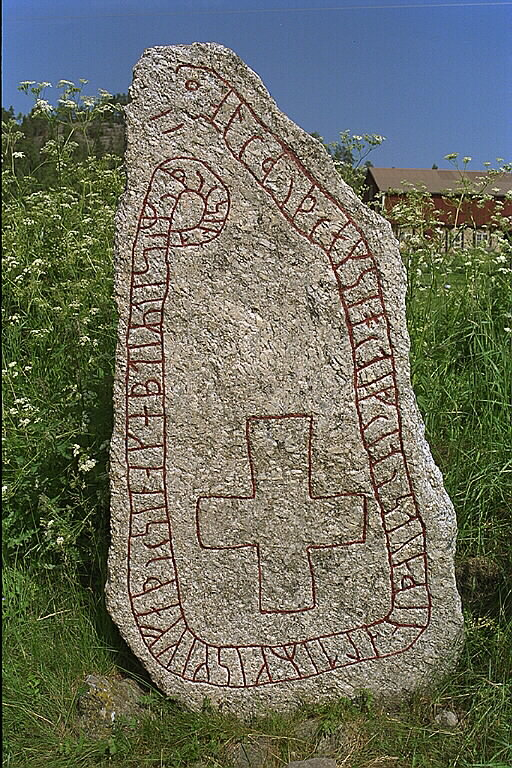
Bergasten

Der Bergasten (auch Bjergsten – M 3) steht neben einem Gräberfeld nordöstlich von Bergatjärnen, östlich von Njurundabommen in Medelpad nahe dem Bottnischen Meerbusen in Schweden. Nicht zu verwechseln mit der Runensteinen von Berga in Västmanland.
Der Runenstein aus leichtem, grobem Granit ist einer der 18 Steine von Medelpad. Er ist 1,7 m hoch und an der Basis 0,85 m breit. Er wurde 1687 zuerst von Johan Peringskiöld (1654–1720) beschrieben, der ihn auch auf einem Holzschnitt darstellte. Die Runen im Bergastenen sind flach. Die größten auftretenden Runen sind r und u. Die Runen auf dem Schwanz der Schlange im unteren Teil des Steins sind kaum noch zu lesen. Johan Peringskiöld hatte bereits 1687 Schwierigkeiten, einige zu entziffern. Zusätzlich zur Runeninschrift trägt der Stein ein einfaches Kreuz.

## Inschrift
Die Transliteration des Textes lautet:
Runenschrift
alrþuþr ak sihraifritu stin þinabtiR miskik faþur sin ak abtiR tisui muþur sina
altostnordisch
Alþruðr ok SigræifR rettu stæin þenna æftiR Mæskægg, faður sinn, ok æftiR Disvi, moður sina.
neuschwedisch
Altrud och Sigrev reste denna sten efter Mäskägg, fader sin, och efter Disvi, moder sin.
deutsche Übersetzung
Altrud und Sigrev setzten diesen Stein nach Mäskägg, ihrem Vater, und nach Disvi, ihrer Mutter.
Der Name Mäskägg, dem auch Mjóskeggr entspricht, kommt wie der Name Disvi nur auf diesem Stein vor, während Altrud auch auf dem großen Attmarstein (M 5) zu finden ist.
In der Nähe steht der Nolbysten.